# 王紫云
王紫云（1960年1月—），男，汉族，宁夏盐池人，中华人民共和国政治人物，现任宁夏回族自治区政协副主席，宁夏回族自治区人民政府秘书长、办公厅党组书记、参事室主任。